# Suban Baru
Suban Baru is een bestuurslaag in het regentschap Muara Enim van de provincie Zuid-Sumatra, Indonesië. Suban Baru telt 1166 inwoners (volkstelling 2010).